# شهرستان اوتوئه
شهرستان اوتوئه (به انگلیسی: Otoe County) یک منطقهٔ مسکونی در ایالات متحده آمریکا است که در نبراسکا واقع شده‌است. شهرستان اوتوئه ۱٬۶۰۳٫۲۱ کیلومتر مربع مساحت دارد.